# Pepernoten voor Sinterklaas
Pepernoten voor Sinterklaas is een mini-televisiefilm van Telekids die in 1995 voor het eerst op tv kwam op RTL 4.

## Verhaal
Wanneer Hoofdpiet Sinterklaas zijn ontbijt gaat brengen blijkt hij niet in zijn kamer te zijn. Wegwijspiet zegt geen zorgen te maken omdat hij vast gewoon is gaan joggen ofzo, maar Hoofdpiet weet wel beter. Kort daarna wordt een losgeldbriefje gevonden, en de dader eist 15 miljoen pepernoten. Kort hierna wordt, met behulp van Carlo en Irene, een hele tv-actie opgezet. Veel bekende Nederlanders zetten zich in om 15 miljoen pepernoten te verzamelen voordat het te laat is.

## Rolverdeling
| Acteur             | Personage                                |
| ------------------ | ---------------------------------------- |
| Bram van der Vlugt | Sinterklaas                              |
| Irene Moors        | zichzelf                                 |
| Carlo Boszhard     | zichzelf                                 |
| Michiel Kerbosch   | Wegwijspiet                              |
| Erik de Vogel      | Hoofdpiet                                |
| Danny Rook         | zichzelf en Tillie van Broekhuis         |
| Jaap Jongbloed     | zichzelf (Presentator Deadline)          |
| Ruud ter Weijden   | zichzelf (Presentator Ooggetuige)        |
| Anniko van Santen  | zichzelf (Presentatrice Cartoon Express) |
| Myrna Goossen      | zichzelf (Presentatrice De 5 Uur Show)   |
| Hans Kazàn         | zichzelf                                 |
| Nance Coolen       | zichzelf                                 |
| Katja Schuurman    | zichzelf                                 |
| Nico Zwinkels      | zichzelf                                 |
| Berco de Vos       | zichzelf                                 |

## Trivia
- Voor de nieuwssegmenten in deze film zijn echte nieuwsprogramma's gebruikt: Deadline, RTL Nieuws, Ooggetuige en De 5 Uur Show.